# Râul Fehér Bükk
Râul Fehér Bükk sau Râul Fagul Alb este curs de apă afluent al râului Bâsca Mică. 

## Hărți
- Harta Munții Buzăului [nefuncțională – arhivă]